# クレイファイター
クレイファイター（ClayFighter）は、1993年にInterplayより発売されたSuper Nintendo Entertainment System用ソフトである。
本作は粘土でできたキャラクター同士による戦いを描いた対戦型格闘ゲームであり、ジャンルを同じくする『ストリートファイターII』や『モータルコンバット』のパロディとみなされることが多い。
1994年5月下旬にはバージョンアップ版である「ClayFighter: Tournament Edition」が発売された。SEGA Genesisにも移植された。Atari Jaguarへの移植も予定されていたが、実現しなかった。
『スーワーシャーク』同様、長年日本では発売されてこなかった。2022年にセガから発売されたPnP機SEGA Genesis Mini 2にてSEGA Genesisが収録された。ゲームの言語はデジタル取扱説明書を含め、すべて英語のままである

## 登場人物
本作の登場人物は、サーカスに墜落した隕石から漏れ出た物質によって変異したという設定がある。
Bad Mr. Frosty
雪だるま。雪玉やつららを投げたり、ステージ内を滑って移動したりする。
Blob
緑色のスライムで、グージュツ（ "goojitsu"）・マスターを自称している。様々なものに変化する能力を持ち、時にはのこぎりと化して相手を切断することもある。
Blue Suede Goo
エルヴィス・プレスリーのよく似た人物で、非常に長いリーゼントが特徴。
Bonker
正気を失ったピエロ。
Helga
バイキングの格好をしたオペラ歌手で、Blue Suede Gooとは対立関係にある。突進攻撃やヘルメットの角を武器とするほか、歌声による音波攻撃を用いる。
Ickybod Clay
頭部がカボチャになったかかしのお化け。
Taffy
生けるタフィーで、柔軟性が高く、よく伸びる。
Tiny
筋骨隆々の大男。
N. Boss
ラスボス。真珠のネックレスの間に2つの目玉が浮かんだような風貌をしている。

## 移植版
| No. | タイトル    | 発売日                     | 対応機種            | 開発元          | 発売元    | メディア                              | 型式                      | 備考                 |
| --- | ----------- | -------------------------- | ------------------- | --------------- | --------- | ------------------------------------- | ------------------------- | -------------------- |
| 1   | ClayFighter | 1994年12月 1995年1月       | SEGA Genesis        | Ringler Studios | Interplay | ロムカセット                          | 2025年8月11日 T-125036-50 |                      |
| 2   | ClayFighter | 2009年5月25日 2009年2月6日 | Wii                 | Ringler Studios | セガ      | ダウンロード （バーチャルコンソール） | MCTE MCTP                 | SEGA Genesis版の移植 |
| 3   | ClayFighter | 2022年10月27日             | SEGA Genesis Mini 2 | エムツー        | セガ      | プリインストール                      | MK-16310                  | SEGA Genesis版の移植 |

SEGA Genesis版
ファイティングパッド6B対応。

## シリーズ作品
日本未発売。
- ClayFighter 2: Judgment Clay - シリーズの2弾タイトル。1994年にSNESで発売。Genesis 32xと3DO版が発表されたが、中止となった。
- ClayFighter 63⅓ - シリーズの3弾タイトル。1997年にNintendo 64で発売。内容強化版である「ClayFighter: Sculptor's Cut」は1998年発売。PlayStation版が発表されたが実現しなかった。
- ClayFighter: Call of Putty - ダウンロード専用タイトルとしてWiiとニンテンドーDSi向けに発売されるはずだったが実現しなかった。名前はCall of Dutyシリーズのもじり。
- Claymates - シリーズのスピンオフ作品。1994年にSNESで発売。2021年7月28日のSuper Nintendo Entertainment System - Nintendo Classicsに追加された。

## 評価
電ファミニコゲーマーのDuckHeadは、 SEGA Genesis Mini 2収録版について、全8名のプレイアブルキャラクターはいずれも日本ではまず見かけないセンスのデザインであり、人によっては使いたいキャラクターが1人もいないと感じるだろうと述べ、なぜ日本で発売されなかったのか納得したと語っている。